# Thomas-Inch-Hantel
Die Thomas-Inch-Hantel ist eine Kurzhantel mit einem sehr dicken Griff und zwei festen, kugelförmigen Gewichten.

## Geschichte
Die Hanteln mit Gewichten von 63 kg bis 78 kg wurden um 1905 von Thomas Inch (1881–1963), einem britischen Kraftsportler und Titelträger des Britain's Strongest Man (1910), vorgestellt.

## Abmessungen und Gewicht
Die Besonderheit der Thomas-Inch-Hantel liegt in dem extrem dicken Griff. Der Durchmesser der unhebbaren 172, der schwersten Ausführung der Thomas-Inch-Hantel, beträgt 2 3/8" (6,03 cm) und ist daher sehr schwer zu greifen. Das Gewicht beträgt 172 Pound (ca. 78 kg). 
Aufgrund des hohen Gewichts und ungünstigen Griffs ist es selbst Kraftsportlern, für die das Gewicht keine Herausforderung darstellt, oft unmöglich, die Hantel einhändig zu heben.

## Thomas Inch Challenge
Thomas Inch setzte einen Preis von 200 GBP aus für denjenigen, der die 172-Hantel einhändig heben kann. Dies gelang zu seiner Zeit keinem anderen Athleten, Thomas Inch demonstrierte das jedoch gelegentlich. 1967 gelang es dem Schotten John Gallacher Thomas Inchs Übung zu wiederholen.
Als erster Mann, der die Thomas-Inch-Hantel vom Boden umsetzen und über den Kopf heben konnte, gilt Mark Henry.